# Lueget, vo Bärgen und Tal

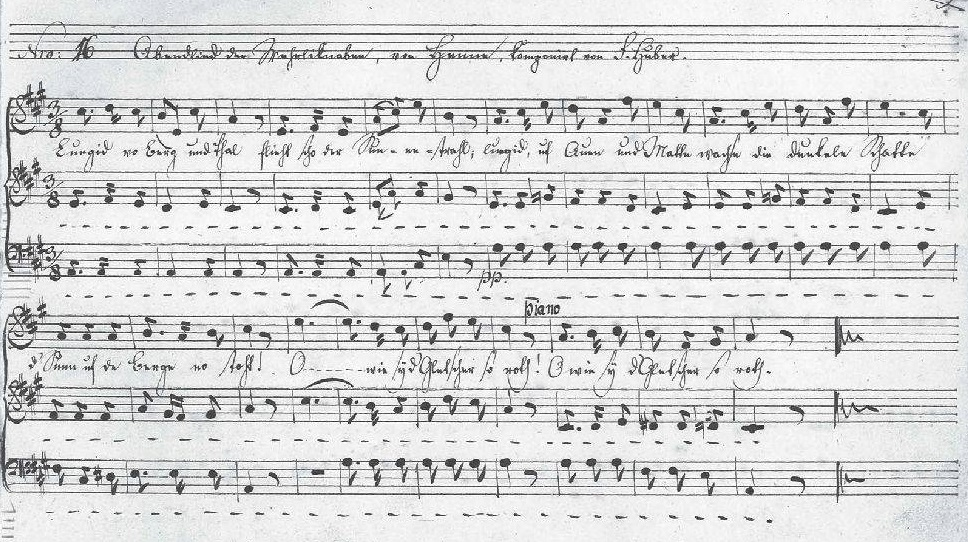
Abendlied der Wehrliknaben, Urschrift der dreistimmigen Komposition von Ferdinand Huber

Lueget, vo Bärgen und Tal (im Original: Luaged, vo Bergen u Thal) ist ein Schweizer Abendlied. Es entstand 1822 oder 1823, komponiert von Ferdinand Huber nach einem Text von Josef Anton Henne.
Henne war von 1822 bis 1824 Lehrer am Institut von Philipp Emanuel von Fellenberg in Hofwil (Kanton Bern). Huber war von 1817 bis 1824 ebenfalls Lehrer in Hofwil.
Erstmals publiziert wurde das Abendlied der Wehrliknaben in Hofwyl, ohne Noten, von Henne in einer Gedichtesammlung von 1824, mit einer Widmung an «Freund Wehrli und seine Zöglinge».
Gemeint war Johann Jacob Wehrli, der seit 1804 unter Fellenberg die Schule für verwahrloste Kinder leitete und der den Gesang als "vorzügliches Erziehungsmittel" pflegte.
Die in A-Dur komponierte Melodie erinnert an das Alphorn, das von Huber stark gefördert wurde. Huber verfasste mehrere Versionen für unterschiedliche Aufführungssituationen: für drei Knabenstimmen, für Männerchor, für gemischten Chor, für Sologesang mit instrumentaler Begleitung.
Nach Hubers Tod 1863 wurde das Lied in zahlreiche Liedersammlungen und Singhefte aufgenommen.
Noch 1863 nahm es Ignaz Heim in seine einflussreiche Sammlung für gemischten Chor auf.
Hennes Text hat Schweizer Dialekt in "gemischter Sprachform" und zeigt den Versuch des St. Gallers, in Berndeutsch zu dichten.
Luaged, vo Bergen u Thal / flieht scho der Sunnestral! 
Luaged, uf Auen und Matta / wachsa di dunkela Schatta;
d'Sunn uf de Berga no stoht. / Hei, wie sy d'Gletscher so roth!
Otto von Greyerz beabsichtigte in seiner Ausgabe von 1908, "zwischen dem fehlerhaften Original und der besten mündlichen Überlieferung zu vermitteln". Von Greyerz verkürzte auch die ursprünglich fünf auf vier Strophen (Weglassung der dritten Strophe Luaged uf Matten u Riet). Es ist dieser Text, der im 20. Jahrhundert vor allem wirksam wurde.
Lueget, vo Bärgen und Tal / flieht scho der Sunnestrahl! 
lueget, uf Auen und Matte / wachse die dunkele Schatte;
d'Sunn uf de Bärge no stoht! / O, wie si d'Gletscher so rot.
Das Lied wurde zum Volkslied in dem Sinne, dass es von der Schweizer Bevölkerung im 19. und 20. Jahrhundert tradiert wurde, es wurde auch in der Schule gesungen und hat
"die ersten innigen Heimatgefühle vermittelt".
Das Lied fand später auch Verwendung als Pausenzeichen von Schweizer Radio International.
Interpretationen wurden unter anderem veröffentlicht von  Florian Ast, Linard Bardill,  im Film Beresina (1999, gesungen von Yelena Panova) und im Musical Ewigi Liebi (gesungen von der "Murmelifamilie").